# Ludwig Harig
Ludwig Harig, né le 18 juillet 1927 à Sulzbach dans la Sarre, et mort dans sa ville natale le 5 mai 2018, est un écrivain allemand.

## Biographie
Il est nommé en septembre 1965 Régent du Collège de 'Pataphysique.
Ludwig Harig obtient le prix Heinrich Böll en 1987 et le prix Friedrich Hölderlin en 1994.
Il est membre de l'Académie allemande pour la langue et la littérature, de l'Académie des sciences et des lettres de Mayence et du PEN club allemand.

## Œuvres

### Œuvres traduites en français
- Manuel de conversation à l’usage des membres du Marché commun dans le cadre de la coopération franco-allemande. Roman de famille(s) [« Sprechstunden f ur die deutsch franz ozische verst andigung und die Mitglieder des Gemeinsamen Marktes : ein Familienroman »], trad. de Jacques Legrand, Paris, Éditions Belfond, 1973, 318 p. (BNF 34562422)
- Vers l’âge d'or. Essai de description générale de l’univers à l’usage de ceux qui veulent réintégrer un avenir meilleur, précédé de Une journée avec Ionesco [« Allseitige Beschreibung der Welt zur Heimkehr des Menschen in eine schönere Welt »], trad. de Jacques Legrand, Paris, Éditions Belfond, 1977, 273 p.  (ISBN 2-7144-1086-3)
- L’ordre, c’est la vie. Le Roman de mon père [« Ordnung ist das ganze leben »], trad. de Serge Niémetz, Paris, Éditions Belfond, 1989, 382 p.  (ISBN 2-7144-2358-2)
- Malheur à qui danse hors de la ronde [« Weh dem, der aus der Reihe tanzt »], trad. de Serge Niémetz, Paris, Éditions Belfond, 1993, 186 p.  (ISBN 2-7144-3038-4)
- Les Hortensias de Mme von Roselius [« Die Hortensien der Frau von Roselius »], trad. de Serge Niémetz, Paris, Éditions Belfond, 1997, 124 p.  (ISBN 2-7144-3373-1)

## Récompenses et distinctions
- 1987 : Prix Heinrich Böll
- 1994 : Prix Friedrich Hölderlin
- Prix littéraire de la ville de Mayence
- médaille Carl-Zuckmayer
- Prix d'art de la Sarre
- Prix de littérature de la cité universitaire de Marburg et du district de Marburg-Biedenkopf
- Hörspielpreis der Kriegsblinden
- Docteur honoris causa de l'université de la Sarre